# Louis d’Albret
Louis d’Albret (ur. 23 grudnia 1422, zm. 4 września 1465 w Rzymie) – francuski biskup i kardynał.

## Życiorys
Był synem hrabiego Dreux Karola II oraz Anny d’Armagnac. Łączyło go pokrewieństwo z francuskim rodem panującym. Przeznaczony do stanu duchownego, w wieku zaledwie 22 lat został biskupem Aire (7 stycznia 1445). W lipcu 1460 został przeniesiony do diecezji Cahors.
18 grudnia 1461 papież Pius II, na życzenie króla Francji Ludwika XI, mianował go kardynałem prezbiterem. Louis d’Albret był nieobecny podczas ogłaszania nominacji. Dopiero 31 maja 1462 dołączył do Kurii Rzymskiej, przebywającej wówczas w Viterbo i wtedy Pius II nadał mu kościół tytularny SS. Marcellino e Pietro. Uczestniczył w konklawe 1464. 8 stycznia 1465 został wybrany na kadencyjny urząd kamerlinga Świętego Kolegium Kardynałów, a dzień później został mianowany biskupem Tarbes, jednocześnie jednak zachowując diecezję Cahors. Funkcje te pełnił aż do śmierci.